# Шмалкалден
Шмалкалден (њем. Schmalkalden) град је у њемачкој савезној држави Тирингија. Једно је од 65 општинских средишта округа Шмалкалден-Мајнинген. Према процјени из 2010. у граду је живјело 20.405 становника. Посједује регионалну шифру (AGS) 16066063.

## Географски и демографски подаци
Шмалкалден се налази у савезној држави Тирингија у округу Шмалкалден-Мајнинген. Град се налази на надморској висини од 295 метара. Површина општине износи 98,4 km². У самом граду је, према процјени из 2010. године, живјело 20.405 становника. Просјечна густина становништва износи 207 становника/km².

## Међународна сарадња
| Мјесто   | Држава    | Врста сарадње | Од    |
| -------- | --------- | ------------- | ----- |
| Алпињано | Италија   | пријатељство  | 2000. |
|          | Француска | партнерство   | 1963. |
|          | Чешка     | пријатељство  | 1989. |
| Извор    |           |               |       |